# Gonzalo Nápoli
Gonzalo Nápoli Soria (ur. 8 maja 2000 w Montevideo) – urugwajski piłkarz występujący na pozycji środkowego pomocnika, od 2024 roku zawodnik Liverpoolu Montevideo.